# Apterembia capensis
Apterembia capensis is een insectensoort uit de familie Embiidae, die tot de orde webspinners (Embioptera) behoort. De soort komt voor in Zuid-Afrika.
Apterembia capensis is voor het eerst wetenschappelijk beschreven door Esben-Petersen in 1920.